# عمر خورشيد (ممثل)
عمر خورشيد (22 أغسطس 1984)، ممثل مصري.
خريج المعهد العالى للفنون المسرحية، قسم تمثيل، وهو من أسرة فنية عريقة فوالدته الفنانة علا رامي وكذلك سميه الفنان عمر خورشيد كابن عم لابيه، عشق التمثيل منذ الصغر ولذلك في بداية دراسته بالسنة الأولي بالمعهد العالي للفنون المسرحية اختاره استاذه بالمعهد المخرج الكبير جلال الشرقاوي لبطولة مسلسل من انتاجه بعنوان «أشرار طيبين» تأليف أحمد عثمان وإخراج أحمد السبعاوي أمام محمد رياض وسوسن بدر وداليا مصطفي حيث قام بتمثيل شخصية «سامي الضبع» وبعدها اشترك في بطولة مسلسلات «الحب أقوي» تأليف فتحية العسال وإخراج صفوت القشيري أمام دلال عبد العزيز وسوسن بدر ورياض الخولي ومنى هلا ومثّل فيه دور «هيثم» شاب رومانسي حالم يقع في حب مني هلا التي ترتبط به عاطفيًا وتعترضهما مشاكل كثيرة ولكنهما يواجهان سويا آثار هذه المشاكل بإرادة الحب و«العندليب» أمام شادي شامل إخراج جمال عبد الحميد و«المطعم» أمام سمير غانم وفاروق الفيشاوي ومن إخراج مجدي فاضل و «تحياتي للعائلة الكريمة» إخراج تيسير عبود و «مواقع ممنوعة» أمام وفاء عامر وشيرين وأحمد راتب ومنة فضالي إخراج عادل علي فضلا عن فيلم «ما تيجي نرقص» في دور ابن الفنانة يسرا. ويحلم أن يصبح نجمًا سينمائيًا عالميًا وتحقيقا لهذا الهدف سوف يسافر العام القادم للولايات المتحدة الأمريكية للتعرف علي المسئولين بشركات الإنتاج السينمائي هناك وذلك للمشاركة في بطولة أعمال هذه الشركات فنيًا.

## أعماله السينمائية

### من الأفلام
- ما تيجي نرقص (2006)
- كاريوكى (2008)
- ركلام (2012)

### من المسلسلات
- يوميات ونيس (ج5) (1998)
- بيت العيلة (ج1) سيت كوم (2009)
- الإمام الغزالي (2012)

## روابط خارجية
- عمر خورشيد على موقع IMDb (الإنجليزية)
- عمر خورشيد على موقع قاعدة بيانات الأفلام العربية